# احمد گوهری
احمد گوهری (زاده ۲۲ دی ۱۳۷۴) بازیکن فوتبال اهل ایران است که در پست دروازه‌بان برای باشگاه فوتبال پیکان بازی می‌کند.

## دوران باشگاهی

### صنعت نفت آبادان
در ۲۶ شهریور ۱۴۰۰، گوهری به تیم صنعت نفت آبادان پیوست.

### پرسپولیس
در ۱۳ بهمن ۱۴۰۰، گوهری با قراردادی ۱٫۵ ساله به پرسپولیس پیوست. پرسپولیس در این دوره با توجه به مشکلات مالی‌اش با جدایی دروازه‌بانش، رادوشوویچ روبرو شد تا گوهری را جایگزین او کند. پرسپولیس از لیگ یازدهم ایران هرگز دو دروازه‌بان ایرانی نداشته‌است و با این انتقال، پس از ۱۰ سال هردو دروازه‌بان این تیم ایرانی شدند.
او در شهرآورد تهران نیز دروازه‌بان پرسپولیس بوده‌است.

## آمار باشگاهی
| باشگاه                | دسته                  | فصل                   | لیگ برتر | لیگ برتر | جام حذفی | جام حذفی | آسیا | آسیا | سوپر جام | سوپر جام | مجموع | مجموع |
| باشگاه                | دسته                  | فصل                   | بازی     | CS       | بازی     | CS       | بازی | CS   | بازی     | CS       | بازی  | CS    |
| --------------------- | --------------------- | --------------------- | -------- | -------- | -------- | -------- | ---- | ---- | -------- | -------- | ----- | ----- |
| نفت تهران             | لیگ برتر              | ۹۵–۱۳۹۴               | ۰        | ۰        | ۰        | ۰        | –    | –    | –        | –        | ۰     | ۰     |
| مجموع نفت تهران       | مجموع نفت تهران       | مجموع نفت تهران       | ۰        | ۰        | ۰        | ۰        | –    | –    | –        | –        | ۰     | ۰     |
| سایپا                 | لیگ برتر              | ۹۶–۱۳۹۵               | ۰        | ۰        | ۰        | ۰        | –    | –    | –        | –        | ۰     | ۰     |
| سایپا                 | لیگ برتر              | ۹۹–۱۳۹۸               | ۳        | ۰        | ۲        | ۰        | –    | –    | –        | –        | ۵     | ۰     |
| مجموع سایپا           | مجموع سایپا           | مجموع سایپا           | ۳        | ۰        | ۲        | ۰        | –    | –    | –        | –        | ۵     | ۰     |
| پارس جنوبی جم         | لیگ برتر              | ۹۷–۱۳۹۶               | ۲        | ۲        | ۰        | ۰        | –    | –    | –        | –        | ۲     | ۲     |
| پارس جنوبی جم         | لیگ برتر              | ۹۸–۱۳۹۷               | ۱۴       | ۴        | ۱        | ۰        | –    | –    | –        | –        | ۱۵    | ۴     |
| مجموع پارس جنوبی جم   | مجموع پارس جنوبی جم   | مجموع پارس جنوبی جم   | ۱۶       | ۶        | ۱        | ۰        | –    | –    | –        | –        | ۱۷    | ۶     |
| نفت مسجدسلیمان        | لیگ برتر              | ۹۹–۱۳۹۸               | ۷        | ۴        | ۰        | ۰        | –    | –    | –        | –        | ۷     | ۴     |
| نفت مسجدسلیمان        | لیگ برتر              | ۰۰–۱۳۹۹               | ۱۱       | ۴        | ۱        | ۱        | –    | –    | –        | –        | ۱۲    | ۵     |
| مجموع نفت م.سلیمان    | مجموع نفت م.سلیمان    | مجموع نفت م.سلیمان    | ۱۸       | ۸        | ۱        | ۱        | –    | –    | –        | –        | ۱۹    | ۹     |
| صنعت نفت آبادان       | لیگ برتر              | ۰۱–۱۴۰۰               | ۱۲       | ۶        | ۰        | ۰        | –    | –    | –        | –        | ۱۲    | ۶     |
| مجموع صنعت نفت آبادان | مجموع صنعت نفت آبادان | مجموع صنعت نفت آبادان | ۱۲       | ۶        | ۰        | ۰        | –    | –    | –        | –        | ۱۲    | ۶     |
| پرسپولیس              | لیگ برتر              | ۰۱–۱۴۰۰               | ۵        | ۲        | ۱        | ۰        | –    | –    | –        | –        | ۶     | ۲     |
| پرسپولیس              | لیگ برتر              | ۰۲–۱۴۰۱               | ۳        | ۲        | ۱        | ۰        | –    | –    | –        | –        | ۴     | ۲     |
| مجموع پرسپولیس        | مجموع پرسپولیس        | مجموع پرسپولیس        | ۸        | ۴        | ۲        | ۰        | –    | –    | –        | –        | ۱۰    | ۴     |
| آلومینیوم اراک        | لیگ برتر              | ۰۳–۱۴۰۲               | ۲۷       | ۷        | ۴        | ۲        | –    | –    | –        | –        | ۳۱    | ۹     |
| مجموع آلومینیوم اراک  | مجموع آلومینیوم اراک  | مجموع آلومینیوم اراک  | ۲۷       | ۷        | ۴        | ۲        | –    | –    | –        | –        | ۳۱    | ۹     |
| مجموع آمار            | مجموع آمار            | مجموع آمار            | ۸۴       | ۳۱       | ۱۰       | ۳        | –    | –    | –        | –        | ۹۴    | ۳۴    |

## دوران ملی

#### جوانان ایران
در سال ۲۰۱۳ وی در تیم ملی زیر ۱۷ سال ایران در رقابت‌های جام جهانی زیر ۱۷ سال حضور داشت. گوهری همچنین در تیم ملی زیر ۱۹ سال ایران در قهرمانی زیر ۱۹ سال آسیا در سال ۲۰۱۴ نیز حضور داشت.

## افتخارات

#### پرسپولیس
- لیگ برتر خلیج فارس
  - قهرمان( ۲): ۰۲–۱۴۰۱_۱۴۰۲_۰۳
  - نائب قهرمان (۱): ۰۱–۱۴۰۰
- جام حذفی فوتبال ایران
  - قهرمان (۱): ۰۲–۱۴۰۱
- سوپر جام ایران
  - قهرمان (۱): ۱۴۰۲
  - نائب قهرمان (۱): ۱۴۰۰